# Varsányi Irén-emlékgyűrű
A Varsányi Irén-emlékgyűrűt (más néven: Varsányi Irén-gyűrűt vagy Varsányi-gyűrűt) 1971-ben alapította a Vígszínház igazgatósága. A díj két évente kerül kiosztásra a színház színésznői között.

## Története
A Varsányi Irén- és Hegedűs Gyula-emlékgyűrűt 1971-ben alapította a Vígszínház igazgatósága, a színház alapításának hetvenötödik, újjáépítésének húszéves évfordulója alkalmából. A névadók, Varsányi Irén és Hegedűs Gyula, a 20. század első évtizedeinek meghatározó színészei voltak. Az első alkalommal egyszerre hat díjazott volt. Ezt követően 1975-ig évente egy színésznő vehette át a díjat, majd ekkortól a Varsányi Irén- és Hegedűs Gyula-emlékgyűrűt felváltva kaphatja meg egy színésznő, illetve színész a társulat titkos szavazása alapján.

## Díjazottak
- 1971 Bulla Elma, Ruttkai Éva, Sándor Iza, Sulyok Mária, Szatmári Liza, Tábori Nóra
- 1972 Szegedi Erika
- 1973 Béres Ilona
- 1974 Halász Judit
- 1975 Kútvölgyi Erzsébet
- 1977 Venczel Vera
- 1979 Bánsági Ildikó
- 1981 Pap Vera
- 1983 Hernádi Judit
- 1985 Egri Márta
- 1987 Kovács Nóra
- 1989 Eszenyi Enikő
- 1991 Igó Éva
- 1993 Pápai Erika
- 1995 Murányi Tünde
- 1997 Börcsök Enikő
- 1999 Szabó Gabi
- 2001 Hegyi Barbara
- 2003 Majsai-Nyilas Tünde
- 2005 Kéri Kitty
- 2007 Tornyi Ildikó
- 2009 Pap Vera[1]
- 2011 Bata Éva
- 2013 Majsai-Nyilas Tünde
- 2015 Járó Zsuzsa[2]
- 2017 Szilágyi Csenge[3]
- 2019 Szilágyi Csenge[4]
- 2021 Márkus Luca[5]
- 2023 Antóci Dorottya[6]
- 2025 Márkus Luca[7]